# Победоносцев, Ростислав Александрович
Ростисла́в Алекса́ндрович Победоно́сцев (4 марта 1917, Тюмень, Российская империя ― 12 июня 1968, Суслонгер, Звениговский район, Марийская АССР, РСФСР, СССР) ― советский организатор здравоохранения, врач-хирург. Основатель и главный врач Суслонгерской поселковой больницы Звениговского района Марийской АССР (1939―1943, 1946―1968). Заслуженный врач Марийской АССР (1965). Участник Великой Отечественной войны, дважды кавалер ордена Красной Звезды.

## Биография
Родился 4 марта 1917 года в Тюмени в многодетной семье инженера путей сообщения и учительницы русского языка и литературы.
В 1933 году после окончания средней школы поступил в Казанский химико-технологический институт, но через год, самостоятельно подготовившись, поступил на лечебный факультет Казанского медицинского института, который окончил в 1939 году.
По окончании института с 1939 года ― основатель и до последних дней жизни главный врач Суслонгерской поселковой больницы Звениговского района Марийской АССР, где выполнял обязанности акушера-гинеколога, хирурга, терапевта. В работе много времени уделял чтению медицинской литературы, изучал новые лекарственные препараты, применял и народную медицину. Ездил на курсы усовершенствования врачей в Казань, имел связь со специалистами Казанского ГИДУВа. Первоначально в п. Суслонгер был медицинский пункт, но в 1939 году был открыт стационар на 15 коек. В 1937 году в Суслонгере был открыт роддом, который считался железнодорожным, в декабре 1940 года он был передан Суслонгерской больнице. С годами сама больница расширялась: появилось 3 новых пристроя, и с 1968 года здесь было уже 40 коек!
В мае 1943 года призван в РККА из г. Йошкар-Олы. Участник Великой Отечественной войны: старший врач 338 истребительного противотанкового артиллерийского полка 19 артиллерийской бригады РГК на 3 Украинском фронте, затем ― командир санитарной роты гвардейского полка 66-й гвардейской стрелковой Полтавской дивизии. В наградных документах отмечался как честный и добросовестный работник, который дисциплинирован и требователен к себе и подчинённым. Часто рискуя жизнью, оказывал неотложную медицинскую помощь тяжело раненым бойцам и командирам. Прошёл через Румынию, Болгарию, Югославию, Венгрию и Австрию. Демобилизован из Красной армии в августе 1946 года в звании капитана медицинской службы, а впоследствии ему присвоено звание майора медицинской службы. Награждён орденом Красной Звезды (дважды) и медалями.
Увлекался историей: после смерти врача его сестра среди его документов нашла почти полностью завершённую рукопись о событиях явано-китайской войны 1740―1743 годов. Эта работа представляет интерес для специалистов: в ней использованы редкие материалы и достаточно полно освещены исторические события. Позже эта статья была опубликована в журнале «Вестник Московского университета».
В 1947―1965 годах избирался депутатом Суслонгерского поселкового Совета.
За многолетнюю безупречную работу в области здравоохранения в 1965 году удостоен почётного звания «Заслуженный врач Марийской АССР». Награждён Почётной грамотой Президиума Верховного Совета Марийской АССР.
Скончался 12 июня 1968 года в п. Суслонгер Звениговского района МАССР, похоронен там же.

## Семья
В 1939 году женился на В. П. Беловой, впоследствии — учительнице и завуче местной школы, с которой познакомился в Казани. В 1940 году у них родилась дочь Ирина.

## Звания и награды
- Заслуженный врач Марийской АССР (1965)[1][2]
- Орден Красной Звезды (06.06.1944, 30.07.1945)[1]
- Медаль «За взятие Будапешта»[2]
- Медаль «За победу над Германией в Великой Отечественной войне 1941—1945 гг.» (09.05.1945)[2]
- Медаль «За доблестный труд в Великой Отечественной войне 1941—1945 гг.»[2]
- Почётная грамота Президиума Верховного Совета Марийской АССР (15.07.1963)[1] ― за заслуги в деле охраны народного здоровья и многолетнюю работу в органах здравоохранения[2]

## Память
- Имя заслуженного врача Марийской АССР Р. А. Победоносцева носит одна из улиц посёлка Суслонгер Звениговского района Марий Эл[1][2].
- На здании Суслонгерской больницы в его честь была установлена мемориальная доска[2].
- Его имя занесено в Книгу Почёта Министерства здравоохранения Марий Эл.